# Sanicula canadensis
Sanicula canadensis är en flockblommig växtart som beskrevs av Carl von Linné. Sanicula canadensis ingår i släktet sårläkor, och familjen flockblommiga växter. Inga underarter finns listade i Catalogue of Life.